# Zonder angst of haat
Zonder angst of haat is een hoorspel van Alain Franck. Ohne Haß und Furcht werd op 17 april 1971 door de Westdeutscher Rundfunk uitgezonden. Hélène Swildens vertaalde het en de TROS zond het uit op woensdag 30 maart 1977. De regisseur was Bert Dijkstra. Het hoorspel duurde 56 minuten.

## Rolbezetting
- Lies de Wind (Henriette Guillon)
- Frans Vasen (Jacques Laimont)
- Willy Ruys (Pierre Drouvin)
- Jan Wegter (René Vélaco)
- Gerrie Mantel (Pierrette Guemêne)
- Tonny Foletta (Paul Monceau)
- Jan Borkus (inspecteur Taillancourt)
- Frans Kokshoorn (wachtmeester van de gendarmerie)

## Inhoud
Reeds in vroegere detectivehoorspelen heeft de Franse auteur Alain Franck ten gunste van een indringende milieuschildering afgezien van de culinaire bereiding van misdaadgevallen. Het gebeuren van dit hoorspel ademt iets van de “tristesse” van het armzalige, winterse provinciale landschap waarin dit geval zich afspeelt. Als hoofdacteur op de achtergrond komen de sociale verhoudingen in het middelpunt van de belangstelling te staan. Spelende kinderen hebben op een verlaten bouwplaats het lijk van de hulparbeider Émile Guillon gevonden. Men was het van hem gewoon, dat hij na de arbeid in de cementfabriek net als andere arbeiders zijn dorst ging lessen in de naburige herberg. Daar is hij ook geweest op de avond dat hij vermoord werd. Als inspecteur Taillancourt het onderzoek instelt, stuit hij op schrikwekkende ellende. De vernederende strijd om het naakte bestaan, waartoe de mensen hier gedwongen zijn, werpt een ongewoon licht op begrippen als recht en onrecht…